# Жабіково-Жондове
Жабіково-Жондове (пол. Żabikowo Rządowe) — село в Польщі, у гміні Шумово Замбровського повіту Підляського воєводства.
Населення — 172 особи (2011).
У 1975-1998 роках село належало до Ломжинського воєводства.

## Демографія
Демографічна структура станом на 31 березня 2011 року:
|          | Загалом | Допрацездатний вік | Працездатний вік | Постпрацездатний вік |
| -------- | ------- | ------------------ | ---------------- | -------------------- |
| Чоловіки | 88      | 18                 | 56               | 14                   |
| Жінки    | 84      | 15                 | 50               | 19                   |
| Разом    | 172     | 33                 | 106              | 33                   |